# جاك جيبس
جاك جيبس (29 يناير 1995 في الولايات المتحدة - ) (بالإنجليزية: Jack Gibbs)‏ هو لاعب كرة سلة أمريكي في مركز هجوم خلفي.

## وصلات خارجية
- جاك جيبس على موقع كرة السلة الأوروبية.كوم (الإنجليزية)
- جاك جيبس على موقع كلية كرة السلة في سبورتس رفرنس.كوم (الإنجليزية)
- جاك جيبس على موقع ريلجم (الإنجليزية)
- جاك جيبس على موقع بروبوليرز (الإنجليزية)